# Perturbator
James Kent (París, 1993), més conegut pel seu nom artístic Perturbator, és un músic francès de synthwave. Declaradament ateu, aprecia la filosofia, l'estètica i la simbologia del satanisme que intenta transmetre en la seva música. Kent també té un projecte paral·lel de nom L'Enfant De La Forêt i el seu propi segell discogràfic, Music of the Void.

## Trajectòria
Kent va ser guitarrista en diverses bandes de black metal. Des del 2012, produeix música electrònica inspirada en la cultura ciberpunk i en pel·lícules com Akira, Ghost in the Shell i Perseguit. Utilitza en les seves produccions sintetitzadors antics com l'OB-X o el CS-80. Des del seu EP de debut, Night Driving Avenger, ha publicat diversos àlbums d'estudi amb el segell Blood Music, i ha realitzat nombrosos concerts en directe. Algunes de les seves cançons formen part de la banda sonora del joc de 2012 Hotline Miami i de la seva seqüela de 2015 Hotline Miami 2: Wrong Number.
Kent es va interessar per la música gràcies a la influència dels seus pares, que són periodistes i crítics musicals. Els seus pares, també músics, van tenir una banda de techno trance quan eren joves, fet que va influir-lo a l'hora d'interessar-se pels sintetitzadors.
El 2019, va aparèixer a la pel·lícula documental The Rise of the Synths, que narra els orígens i el creixement del gènere, al costat de compositors de l'escena synthwave així com del cineasta John Carpenter. El 2020 va donar a conèixer el projecte musical Ruin Of Romantics, al costat de Vincent Mercier, Francis Caste i Mehdi Thepegnier.
El 2022, va llançar un projecte en col·laboració amb Johannes Persson, cantant del grup Cult of Luna. Anomenat Final Light, el duet va produir un àlbum homònim que conté sis temes creats com a part de l'edició 2019 del Roadburn Festival.

## Discografia

### Àlbums d'estudi
- Terror 404 (2012, autoproduït)
- I Am the Night (2012, autoproduït)
- Dangerous Days (2014, Blood Music / Telefuture Records)[11]
- The Uncanny Valley (2016, Blood Music)
- Lustful Sacraments (2021, Blood Music)

### EP
- Night Driving Avenger (2012, autoproduït)
- Nocturne City (2012, Aphasia Records)
- The 80s Slasher (2012, amb Protector 101, Aphasia Records)
- LA Cop Duo / Selections (2013, amb Protector 101, Revolving Door Records)
- Sexualizer (2013, Aphasia Records)
- The Uncanny Valley – Bonus (2016, Blood Music)
- New Model (2017, Blood Music / Music of the Void)
- Excess EP (2021, Blood Music)

### Recopilacions
- B-sides and Remixes, Vol. I (2018, Blood Music)
- B-sides and Remixes, Vol. II (2018, Blood Music)